# Asplenium vareschianum
Asplenium vareschianum är en svartbräkenväxtart som beskrevs av A. Rojas. Asplenium vareschianum ingår i släktet Asplenium och familjen Aspleniaceae. Inga underarter finns listade.